# Elyes Baccar
Elyes Baccar, né le 1er avril 1971 à Tunis, est un producteur, réalisateur et scénariste tunisien. 

## Biographie
Diplômé du Conservatoire libre du cinéma français à Paris (section réalisation), il effectue un stage à La Fémis. Il devient ensuite assistant sur des films tunisiens et étrangers puis réalise des courts métrages, longs métrages et documentaires. Il a aussi assuré des mises en scène de théâtre.

## Filmographie
- 1996 : L'Impasse du temps perdu (court métrage)
- 1998 : Souviens-toi (court métrage)
- 2004 : Elle et lui (long métrage)
- 2006 :
  - Six jours au Pakistan (documentaire)
  - Pakistan 7.6 (documentaire)
- 2008 :
  - Hissar (documentaire)
  - La Musique dit (documentaire)
- 2009 : Le Mur des lamentations (documentaire)
- 2012 : Rouge Parole (documentaire), produit par Akka Films
- 2015 : Cairo 30th (docufiction), produit par Gaia Productions et Polimovie International Pictures
- 2016 : Lost in Tunisia (documentaire)
- 2017 : Tunis by Night (fiction)